# Mbuzini
Mbuzini – miejscowość w Południowej Afryce, w prowincji Mpumalanga. Znajduje się w gminie Nkomazi w dystrykcie Ehlanzeni. Leży w górach Lebombo, około 110 km na południowy wschód od miasta Nelspruit. W pobliżu miejscowości znajduje się trójstyk granic RPA, Mozambiku i Eswatini. Mbuzini zajmuje powierzchnię 18,79 km². Według spisu ludność przeprowadzonego w 2011 znajdowało się tu 1886 gospodarstw domowych i zamieszkiwało 9988 osób, spośród których 98,77% to czarni Afrykanie, a 98,13% posługiwało się językiem suazi.
19 października 1986 doszło tu do katastrofy Tu-134, w wyniku której zginęły 34 osoby, w tym ówczesny prezydent Mozambiku Samora Machel. 19 stycznia 1999 w obecności Nelsona Mandeli w Mbuzini został odsłonięty pomnik autorstwa José Forjaza upamiętniający ofiary katastrofy. Obok pomnika znajduje się muzeum.